# Ас (мера веса)
Ас — старинный вес в Германии и Голландии, одна из самых малых частей фунта и марки, употреблявшаяся прежде для определения веса монет и тяжестей.
Ас вышел из употребления, так как был принят французский вес на граммы и десятичное раздробление фунта. Старинная кёльнская марка была разделена на 4020 кёльнских асов и весила 4864,68 голландских аса. В старинной голландской трой-марке (нидерл. Troy-Mark) было 5120, а во вдвое более тяжелом голландском трой-фунте (нидерл. Troy-Pfund) 10 240 голландских асов. Употреблявшихся для взвешивания в Германии золотых монет голландских асов было 20,80592 или немного более 20 4/5 в 1 грамме, или же голландский ас = 0,048063 г.
В Пруссии 18 января 1854 г. было постановлено, что для веса монет грен (в прусской марке 288 гренов) делится на 16 прусских асов; таким образом, прусская марка = 4608 прусских асов. В силу прусского закона от 5 мая 1857 года новый (немецкий) фунт равнялся 500 г золота, серебра и монетного веса и делился на тысячу частей, тысячная же часть на 10 асов и далее по десятичной системе. Вследствие этого новый прусский ас равен 1/10000 немецкого фунта, или 1/20 г, также равен 1,040296, или почти 1 1/25 голландского аса. Так называемый дукатов ас (нем. Ducaten as) был вес, 4020 единиц которого составляли кёльнскую марку и, следовательно, равнялись кёльнскому асу. В Австрии зовут его дукатовым граном (нем. Ducaten gran); в дукате (весе) золота заключается 60 таких дукатовых гран.